# 奧特博恩 (堪薩斯州)
奧特博恩（英語：Otterbourne）是位於美國堪薩斯州托馬斯縣的一個鬼鎮。

## 歷史
奧特博恩的郵政局於1881年設立，直到1897年結束營運。

## 地理
奧特博恩所處的海拔為高於海平面928米（即3045英呎），而該地所採用的時區為UTC-6，即北美中部時區（CST）。同時該地設有夏令時間，為UTC-6調快一小時，即UTC-5（CDT）。